# Південна Осетія
Ця стаття про історико-географічний регіон та частково визнану державу — Республіка Південна Осетія. Про адміністративні одиниці Грузії див. Рача-Лечхумі та Квемо Сванеті, Імереті, Мцхета-Мтіанеті та Шида Картлі
Півде́нна Осе́тія (ос. Хуссар Ирыстон, груз. სამხრეთ ოსეთი, рос. Южная Осетия) — самопроголошена держава на Південному Кавказі, створена РФ внаслідок окупації частини Грузії.
З початку XX століття Південна Осетія є регіоном компактного проживання осетинів, в часи окупації Грузії СРСР на її території містилася Південноосетинська автономна область, частина Грузинської РСР. Осетини також населяють Північну Осетію — прилеглий регіон Північного Кавказу, що перебуває у складі Російської Федерації.
Сучасна Грузія де-факто втратила контроль за цим регіоном, де російською окупаційною владою та місцевими колаборантами проголошено утворення «Республіки Південна Осетія».
Більшість країн світу розглядають Південну Осетію як частину Грузії, водночас 5 країн-членів ООН (зокрема Росія) визнають її незалежною державою.

## Статус
Незалежність Республіки Південної Осетії визнають Росія, Венесуела, Нікарагуа, Науру, Сирія та самопроголошені Республіка Абхазія, Придністровська Молдавська Республіка та Нагірно-Карабаська Республіка.
Світова спільнота (в тому числі й Україна) розглядає Південну Осетію (Цхінвальський регіон) як зону етнополітичного конфлікту, визнаючи її частиною території Грузії у складі трьох адміністративних одиниць.
У 2008 році за підтримки і збройного втручання Росії регіон було повністю виведено з-під контролю Грузії.

## Історія
Алани були союзниками грузинського правителя Давида Будівельника, вони допомогли йому у дидгорській та інших битвах. Давид вважав царя Аланії своєю правою рукою, тому в якості подяки за допомогу дозволив частині алан оселитися на території Грузинського царства.
Вперше осетинські переселенці з'явилися на території сучасної Південної Осетії у першій половині XIII століття, після того, як у 1238—1239 років значна частина рівнинної Аланії була захоплена татаро-монголами. У 1277 році територію Аланії спустошив Менгу-Тимур. Після цих подій алани (предки осетини) поступово почали мігрувати на південь. У 1299 році алани, які втекли від татаро-монголів, захопили Ґорі. Проте у 1320 році грузинський цар Георгій V Блискучий звільнив місто, і вигнав аланів назад за Кавказ. У другій половині XIII століття в нагірній смузі Шида-Картлі вже існувало одне компактне поселення переселенців-овсів (осетин), куди просочувалися з півночі все нові й нові групи емігрантів.
З XV століття починається поселення осетин в Двалеті, провінцію Грузинського царства (до 1858 року), двали. Етнічна принадлежність двалів поки що невідома. Згідно з однією теорією вони розмовляли нахською мовою. Згідно з іншою теорією двала були Аланським племенем. Вірменські джерела 7-го століття позначають двалів як аланське плем'я. Таким чином вони відійшли на південь, чи були асимільовані осетинами. Нині термін «Двалеті» зберігся лише як топонім, для позначення району навколо долини Кударо.
З XIV по XVIII століття осетини, що жили на Південному Кавказі, активно брали участь у національно-визвольних війнах Картлійського царства проти османських і перських завойовників.
У XVII століття, під тиском князів Кабарди, осетини розпочали другу хвилю міграції з Північного Кавказу в Грузію. Тоді ж картлійський цар Вахтанг V дозволив осетинам селитися у межах своєї держави. Перші поселення осетин з'являються в ущелині Трусо (витік річки Терек) та у Маґрао-Двалеті (витік річки Діді-Ліахві).
У XIX столітті територія сучасної Південної Осетії була заселена переважно грузинами. Так у Цхінвалі, в 1886 році, мешкало 3832 осіб, з яких грузин було — 1135 осіб, євреїв — 1953, вірмен — 744, і жодного осетина. Лише поодинокі села осетинів траплялись серед цілої грузинської провінції. Починаючи з початку XX століття осетини почали масово переселятися до цієї грузинської землі, після утворення Південно-Осетинської автономної області (Південна Осетія, утворена 20 квітня 1922 року) у складі Грузинської РСР зі столицею в місті Цхінвалі.
У 1918—1920 роках на території сучасної Південної Осетії спалахнуло три заколоти проти Грузинської Демократичної Республіки, які були інспіровані більшовиками. Метою цих заколотів було встановлення радянської влади та приєднання регіону до РСФРР. 6 червня 1920 року південноосетинські заколотники та більшовицька, сформована в Радянській Росії, так звана «південноосетинська бригада» поблизу м. Джава завдали поразки урядовим грузинським військам, та наступного дня здобули Цхінвалі. Вже 8 червня 1920 року Південноосетинський ревком проголосив радянську владу на підконтрольній території. Проіснував Південноосетинський ревком до липня 1920 року, коли грузинські війська звільнили окуповану більшовиками територію.
У березні 1925 року, на п'ятому з'їзді Рад робітничо-селянських депутатів Північно-Осетинської автономної області, було ухвалено рішення: «Здійснити об'єднання Південної та Північної Осетії в межах Радянської Соціалістичної Республіки Грузія». Головна причина такого рішення очевидна: у Грузії небезпека денаціоналізації осетинів була меншою, ніж у Російській Федерації. Ініціатива владикавказців була розглянута і в Цхінвалі: наприкінці березня 1925 відбувся V з'їзд Рад робітничих і селянських депутатів Південно-Осетинської автономної області, на якому була розглянута інформація представника ЦВК Північної Осетії Харитона Каргієва про можливість об'єднання двох Осетій. Південні осетини постановили:
|  | 1. Вислухавши заяву представника ЦВК Північної Осетії тов. Харитона Каргієва про рішення з'їзду Рад Авт. Області Північної Осетії про об'єднання Північної і Південної Осетії, 5-й з'їзд Рад Автономної області Південно-Осетії вітає рішення 1-го з'їзду Рад Автономної Області Північної Осетії і вважає своєчасною постановку цього питання; 2. 5-й з'їзд Рад Південно-Осетії мислить здійснення цього об'єднання Північної і Південної Осетії тільки в межах Грузинської РСР. |

Всеросійський ЦВК не чинив опір ідеї об'єднання Осетій. З цією ініціативою був згоден і обласний Виконавчий Комітет Північної Осетії. Що стосується Грузії: 15 липня 1925 сесія ЦВК Грузії заслухала з цього питання доповідь представника Північно-Осетинської автономної області комуніста Симона Такоєва і одноголосно схвалила ідею об'єднання «Північної і Південної Осетії» у складі Грузії. Емісар північних осетинів на сесії в Тбілісі заявив:
|  | Північна Осетія виявляє бажання вийти з Росії і увійти до складу Грузії ... Може хто-небудь знає, чому орієнтація була взята на Грузію? Тому що Осетія існувала і йшла пліч-о-пліч з Грузією. Трудящі Північної Осетії на власні очі бачать, що здорова національна політика ніде не здійснюється так добре і цілеспрямовано, як в Грузинської Республіці. |

Сталін спочатку був згоден з тим, щоб Осетія об'єдналася в складі Грузинської РСР, але пізніше, через категорично негативну думку секретаря Північно-Кавказького Крайового комітету компартії Анастаса Мікояна, його позиція помітно похитнулася. Анастас Мікоян запевняв Сталіна, що входження Північної Осетії до складу Грузії викликало б розділ всього Північного Кавказу — Грузія вклинилася б у центральну частину Кавказу:
|  | Телеграма А. І. Мікояна І. В. Сталіну 8 червня 1925 Незважаючи на географічні незручності, господарське узагальнення Південної та Північної Осетії, їх об'єднання з точки зору розв'язання національного питання для Осетії, буде доцільним. Однак включення об'єднаної Осетії до складу Грузії і перехід в Закавказзя ставить під загрозу усталені міжнаціональні взаємини серед національностей Північного Кавказу і може з'явитися проломом в недавно організованому Півнкраї, що ґрунтується на задачах примирення трьох антагоністичних пластів - горян, іногородців з козаками. Це може бути прецедентом до перетворення в республіку Чечні, Кабарди та ін., Що може порушити важко усталене рівновагу між ними. Треба дати собі повний звіт іти чи до повного відокремлення від козачої і взагалі російської частини Північного Кавказу шляхами: 1) передача їх до складу Закавказзя, або 2) шляхом створення Федерації Північно-Кавказьких Горський республік, в результаті чого Півнкрай повинен перетворитися в Югросії. Цим самим Північно-Кавказькі горяни виходять зі складу РРФСР або продовжують лінію, взяту з самого початку радянізації Північного Кавказу, що об'єднує горян з козаками. Ці можливі шляхи нам були відомі, коли ми організовували Півнкрай в нинішньому складі, виходячи з того, що не може бути міцності радвлади без примирення горян з козаками, причому включення об'єднаної Осетії до складу РРФСР, а не Грузії вважаємо політично недоцільним, маючи на увазі внутрішню рівновагу Грузії. Причому після об'єднання Осетії місто Владикавказ залишиться в колишньому своєму становищі, тобто вільним містом у складі РРФСР, що є лише резиденцією, як Осетії, так і Інгушетії, але не входять до складу цих автономних областей. Ми не говоримо про ті труднощі і нескінченних конфліктах, які неминуче будуть мати місце між Осетією і її північно-кавказькими сусідами, вирішення яких стане важче. Поспіх в питанні про виділення Осетії вважаємо недоцільним. |

Крім того, позицію Анастаса Міконяна фактично розділив і член Президії ЦВК Закавказзя Амаяк Назаретян, за заявою якого, оскільки між Північною і Південною Осетією не було дороги, то таке об'єднання було б фіктивним і не дало б позитивного результату.

## Населення
За переписом 1926 року на території Південно-Осетинської автономної області проживало 87 375 осіб. Найбільшими національностями були осетини 60 351 (69,1 %) та грузини 23 538 (26,9 %). Проживали також євреї (1 739), вірмени (1 374), росіяни (157). У найбільшому місті АО — Цхінвалі — проживало 5 818 осіб. Найчисельнішими національностями були грузини — 1 920 осіб (33,0 %) та євреї — 1 739 (30,4 %). Також проживали осетини — 1 152 осіб (19,8 %), вірмени 827 (14,2 %), росіяни 114 (2,0 %).
Населення Південної Осетії в останні роки існування СРСР становило близько 70 000 осіб і складалося з осетин, грузин і деяких інших етнічних груп, при цьому осетинські і грузинські населені пункти перемішані один з одним. Багато осетинських сімей покинули регіон в результаті збройного конфлікту початку 1990-х років, знайшовши притулок на російській території, в основному в Північній Осетії-Аланії. За підтримки Російської Федерації більшості осетин роздано російські паспорти, скориставшись яким працездатне населення в основному виїхало на заробітки у великі російські міста.
| Осетини | Грузини | Росіяни | Вірмени | Євреї | Всього |
| ------- | ------- | ------- | ------- | ----- | ------ |
| 65 233  | 28 544  | 2 128   | 984     | 396   | 98 527 |
| 66,2 %  | 29,0 %  | 2,2 %   | 1,0 %   | 0,4 % | 100 %  |

Після збройного конфлікту у 2008, за підрахунками експертів, в регіоні проживає близько 30 000 осіб: 17 000 з них в столиці республіки Цхінвалі. В ході військових дій у серпні 2008 з Південної Осетії втекли близько 20 000 етнічних грузин, станом на 2010 рік в республіці жили всього 2 500 грузин.

## Республіка Південна Осетія

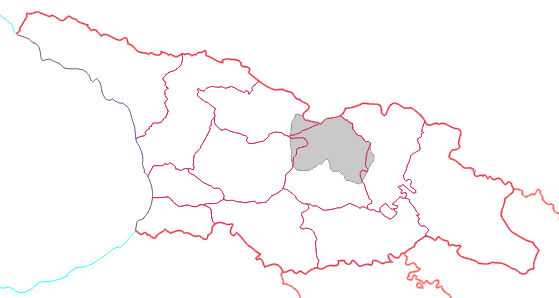
Розташування Південної Осетії на карті Грузії

10 листопада 1989 року Південноосетинська обласна рада ухвалила рішення про перетворення Автономної області на Автономну республіку в складі Грузії. Наступного дня грузинський парламент скасував це рішення. 23 листопада 1989 року розпочався мирний марш організований лідером національно-патріотичних сил Звіадом Гамсахурдіа і першим секретарем ЦК Компартії Грузії Гіві Гумбарідзе для захисту грузинського населення автономії. Учасників маршу, яких було близько 20 тисяч, вирушили в адміністративний центр автономної області м. Цхінвалі, проте їх не пустили до міста підрозділи внутрішніх військ МВС СРСР, пролилась кров. Вже наприкінці 1989 року грузинська влада ввела у Цхінвалі підрозділи МВС Грузії. Осетини, у свою чергу, створили власні озброєні структури — національну гвардію. Між грузинськими урядовими військами та осетинськими сепаратистськими формуваннями розгорнулися бойові дії. З'явилися ніким не контрольовані озброєні групи. Національна гвардія та озброєні групи — т. зв. російські «добровольці» були створені силовими структурами Росії.
1990 року, восени, Південноосетинська обласна рада проголосила Південноосетинську Радянську Демократичну Республіку, та звернулася до Москви з проханням про визнання її незалежним від Грузії суб'єктом СРСР. У відповідь на ці дії Верховна Рада Грузинської РСР, у грудні 1990 року, ліквідувала Південноосетинську АО та розпочала блокаду регіону, що тривала до липня 1992 року.
У січні 1992 року в Південній Осетії відбувся референдум з питання «про державну незалежність», результати якого показали, що більша частина південноосетинського населення підтримує ідею незалежності. Фактичне заморожування конфлікту між Грузією і Південною Осетією відбулося після підписання 14 червня 1992 року, вже новим грузинським керівництвом, Дагомиських угод. Введення в зону конфлікту змішаних російсько-грузино-осетинських миротворчих сил, у липні 1992 року, на той час заспокоїло ситуацію. Проте наслідки сепаратистських дій осетинів були трагічні. За час конфлікту було спалено 93 села, було вбито понад тисячу осіб з обох боків, кількість біженців, за різними оцінками, сягала від 40 до 100 тис.
Найважливішу роль при цьому зіграла і створена в результаті Дагомиських угод Змішана контрольна комісія з врегулювання грузино-осетинського конфлікту. Росія забезпечувала підтримку Південної Осетії і водночас стала посередником в переговорному процесі з врегулювання грузино-осетинського конфлікту, що проходить з участю ОБСЄ, і виступає за «мирне вирішення конфлікту між Грузією і Осетією», маючи на увазі збереження статусу-кво.
У невизнаній Республіці Південна Осетія діє своя конституція, двопалатний парламент, в 1996 році введено посаду президента. 10 листопада 1996 року в Південній Осетії відбулися перші президентські вибори. Президентом було обрано Людвіга Чибірова. 18 листопада і 6 грудня 2001 року відбулися чергові президентські вибори. Президентом був обраний Едуард Кокойти (Кокоєв), що активно виступав за приєднання Південної Осетії до Росії як асоційованого члена: «Ми ніколи не були такі близькі до інтеграції з Росією, як зараз. Ніхто не примусить ні мене, ні мій народ зійти з обраного шляху» (Е. Кокойти, 19.05.2004). У республіці діє російський рубль, офіційне діловодство ведеться російською мовою. Близько половини населення — російські громадяни. Осетини та інші етнічні групи отримували за ініціативою Москви російські паспорти, щоб у свою чергу отримувати російські грошові виплати: пенсії, допомогу тощо.

### Етнічний конфлікт з Грузією

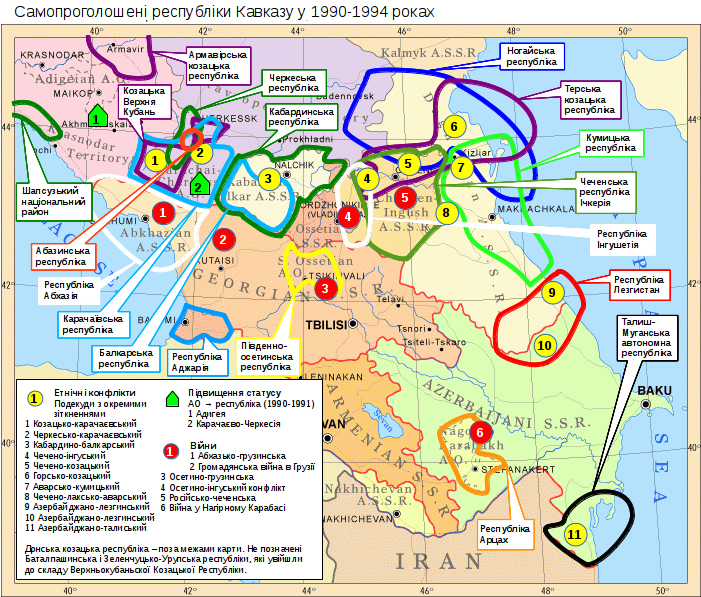
Самопроголошені республіки Кавказу на початку 1990-х

СРСР в останні роки свого існування відчував значний потяг союзних республік до незалежності і самостійності. Щоб протидіяти цим тенденціям, комуністичний центр заохочував контрольоване проголошення самостійності національних автономій всередині союзних республік, щоб мати такий важіль тиску на республіки.
10 листопада 1989 рада народних депутатів Південно-Осетинської автономної області Грузинської РСР ухвалила рішення про її перетворення в автономну республіку. Верховна Рада Грузинської РСР визнала це рішення неконституційним, після чого в кінці листопада при безпосередній допомозі вищих посадових осіб республіки понад 15 тис. грузин намагалося прибути в Цхинвалі, щоб провести там мітинг. В результаті сутичок між учасниками акції, осетинами і радянською міліцією на шляху в місто мінімум шість чоловік загинули, 27 отримали вогнепальні поранення і 140 госпіталізовано.
20 вересня 1990 року Рада народних депутатів Південно-Осетинської автономної області прийняла Декларацію, що проголосила створення «незалежної Республіки Південна Осетія». Керівництво Грузії не визнало цю республіку. Під час перебування у влади в Грузії Звіада Гамсахурдіа в 1990—1991 роках, Тбілісі рішуче став на захист цілісності Грузії в її кордонах, активізувавши одночасно спроби вирішення «осетинської проблеми» силовим шляхом і взявшись до бойових дій.
11 грудня 1990 року Верховна Рада Грузії скасувала Південно-Осетинську автономну область і прийняла закон «Про надзвичайний стан». Результатом збройного вторгнення, що почалася 6 січня 1991 введенням в Цхінвалі в рамках операції військ МВС Грузії і добровольців, стала ескалація конфлікту. Декілька десятків тисяч, стали біженцями — до Грузії та Північної Осетії, що створило серйозні соціально-економічні проблеми. Військові зіткнення між Грузією і Південною Осетією продовжувалися в 1991—1992 роках, що привели до численних жертв серед обох сторін конфлікту, значну частину яких склали мирні жителі.

### Управління з Росії
Станом на початок Російсько-грузинської війни країною керували переважно вихідці і громадяни РФ. Це такі особи як колишній службовець КДБ Анатолій Баранов, раніше очолював ФСБ Мордовії, начальник МВС Міхаіл Міндзаєв — апарат МВС Північної Осетії, міністр оборони Василь Лунєв був військовим комісаром російського міста Перм, а секретар Ради Безпеки Анатолій Баранкевич — в минулому заступник військового комісара Ставропольського краю.
25 серпня 2008 Державна Дума і Рада Федерації, палати російського парламенту, звернулися до президента з пропозицією підтримати незалежність сепаратистських регіонів Грузії. Наступного дня, 26 серпня Росія визнала незалежність Південної Осетії та Абхазії, відповідний указ видав тодішній президент Медведєв. Цей акт, фактичне визнання виділення частини визнаної держави як окремої держави, отримав широке засудження у світі, призвів до загострення обстановки в регіоні, спонукав до перегляду ставлення до Росії.
Під час грузинсько-російської війни уряд Південної Осетії втратив дієздатність, так що Е.Кокойти був змушений розпустити його. Новий уряд для республіки формував міністр регіонального розвитку РФ і колишній представник у Південному федеральному окрузі Дмитро Козак. Для реконструкції Рокського тунелю і відновлення території Росія вклала близько 50 млрд рублів. Для порівняння, ця сума перевищує бюджети 61 з 86 російських регіонів.

### Російські війська
8 квітня 2010 у Москві було підписано договір про об'єднану російську військову базу в самопроголошеній Південній Осетії. Як заявив російський міністр оборони Анатолій Сердюков на переговорах з головою оборонного відомства Південної Осетії Юрієм Танаєвим, Росія брала на себе повну відповідальність за захист самопроголошеної республіки. Угода про військову базу розрахована на 49 років, передбачається її автоматичне продовження на 15-річні періоди.
У Південній Осетії розміщені близько 5 тисяч російських військових — це приблизно одна шоста частина від усього населення. У той же час Південна Осетія скорочує власні збройні сили: кількість військових до 2013 була зменшена з 3.000 до 200 осіб.
Російські військові бази розташовані в Цхінвалі, Джаві, Канчаветі, Курта. Йде будівництво додаткової бази біля села Сінагурі. База Ахалгорі доводить пріоритет військових інтересів Росії над потребами самої Південної Осетії. Розташована в районі російська база розташована всього за 50 км від Тбілісі і має велику стратегічну цінність для Росії.
900 російських прикордонників несуть службу з охорони кордону Південної Осетії з Грузією замість осетинських військовослужбовців.
Росія збирається витратити 35 млрд рублів на відновлення будівництва ТРАНСКАМу і реконструкцію Рокського тунелю. Оголошено тендер на будівництво аеродромів для вертольотів в Джаві і Ахалгорі. Обговорюється план з будівництва нової дороги між Південною та Північною Осетією через Мамісонський перевал.

### Економічне становище
Міжнародна неурядова організація International Crisis Group опублікувала доповідь «Тягар визнання» про становище Південної Осетії після надання допомоги з боку Росії. З серпня 2008 по травень 2010 Росія виділила на відновлення економіки Південної Осетії 26 мільярдів рублів (або 840 мільйонів доларів, що складає по 28 тисяч доларів на кожного жителя). Незважаючи на настільки значну безоплатну російську допомогу, відновлювальні роботи в Південній Осетії рухаються дуже повільно. Тим не менш Росія обіцяла виділити в 2010 додаткові 5,7 мільярда рублів на відновлення інфраструктури.
Сільське господарство Південної Осетії перебуває в скрутному становищі. Експорт фруктів у Росію невигідний через високі митні збори. Місцеві фермери також не мають можливості постачати продукти російським військовослужбовцям в Південній Осетії, бо Міноборони РФ надає перевагу великим постачальникам. Єдиною сферою, яка активно розвивається, є ресторанний бізнес — у республіці постійно відкриваються нові приватні кафе, які обслуговують російських військових і будівельників.
Найбільші промислові державні підприємства — завод з виробництва мінеральної води «Багіата» і завод «Вібромашина» — працюють тільки на п'яту частину своєї потужності. До військового конфлікту багато жителів жили за рахунок нелегального трансферу товарів з Грузії до Росії і навпаки. Тепер 90 % товарів в Південній Осетії імпортовано з Росії, ціни на них в два рази вище, ніж на півдні РФ.
У той же час у республіці спостерігається зростання зарплат. Наприклад, вчитель отримує в 2,5 рази більше, ніж до війни. Зарплата співробітників правоохоронних органів складає 250—400 доларів. У зв'язку з відновлювальними роботами з'явилися нові робочі місця — в основному для некваліфікованих робітників.
У Південній Осетії працюють два державних банки. Валютою є російський рубль, влада не планує переходити на власну валюту. Робота пошти в республіці не відновлена. Громадський інтернет доступний тільки в одному інтернет-кафе. Транспортна система перебуває в занепаді.
Лікуватися жителі вважають за краще за межами республіки. У той же час на території Росії безоплатну медичну допомогу можуть отримати тільки ті громадяни, у яких є внутрішній російський паспорт.
У 2010 році атестати про середню шкільну освіту отримали всього 430 дітей.
Контроль за цхінвальською адміністрацією здійснюють вищі російські урядові чиновники. Владі республіки не подобаються спроби Кремля контролювати фінансові потоки, що надходять з Росії. Так, у республіці кампанія проти призначеного Москвою прем'єр-міністра Вадима Бровцева. Як зізнавався Едуард Кокойти, він сам попросив керівництво РФ надіслати главу уряду, щоб контроль над коштами був прозорішим. Однак після того, як Бровцев справив адміністративну реформу і зменшив кількість чиновників в республіці, його дії викликали незадоволеність влади. Навесні 2010 в місцевих ЗМІ розпочалася справжня травля прем'єра і його команди. Наприкінці квітня в парламенті республіки почався збір підписів за відставку прем'єра. Пізніше виносити вотум недовіри уряду передумали, проте було вирішено створити парламентську комісію з розслідування діяльності уряду.
Аналітики говорять, що Росія стала заручницею провального геополітичного та психополітичного проекту, який обійдеться Москві дуже дорого. Але незважаючи на неефективність використання російських грошей, Москва продовжуватиме фінансувати регіон. Росія побоюється, що нестабільність в Південній Осетії може спровокувати хвилювання на Північному Кавказі.

### Адміністрація Південної Осетії
Альтернативна адміністрація Південної Осетії є адміністративним підрозділом, який Грузія розглядає як законний уряд Південної Осетії. Адміністрація була створена урядом Грузії як перехідний захід, що веде до врегулювання статусу Південної Осетії. Територія знаходиться на території колишньої Південно-Осетинської автономної області. з 2006 року на території Грузії існує осетинська адміністрація, яка виступає за входження Південної Осетії на правах автономії до складу Грузії та євроінтеграцію.

## Галерея

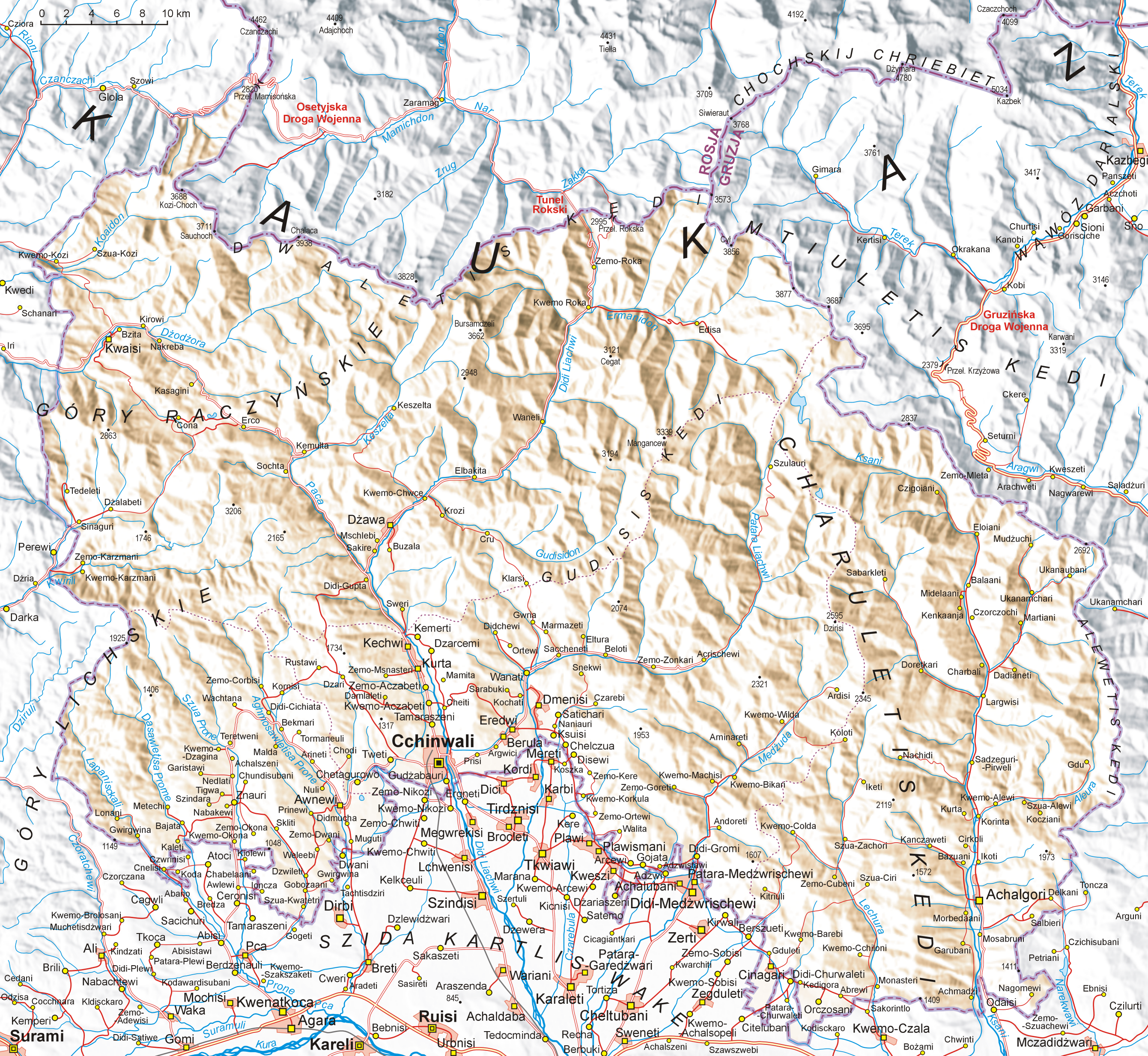
Топографічна карта Південної Осетії
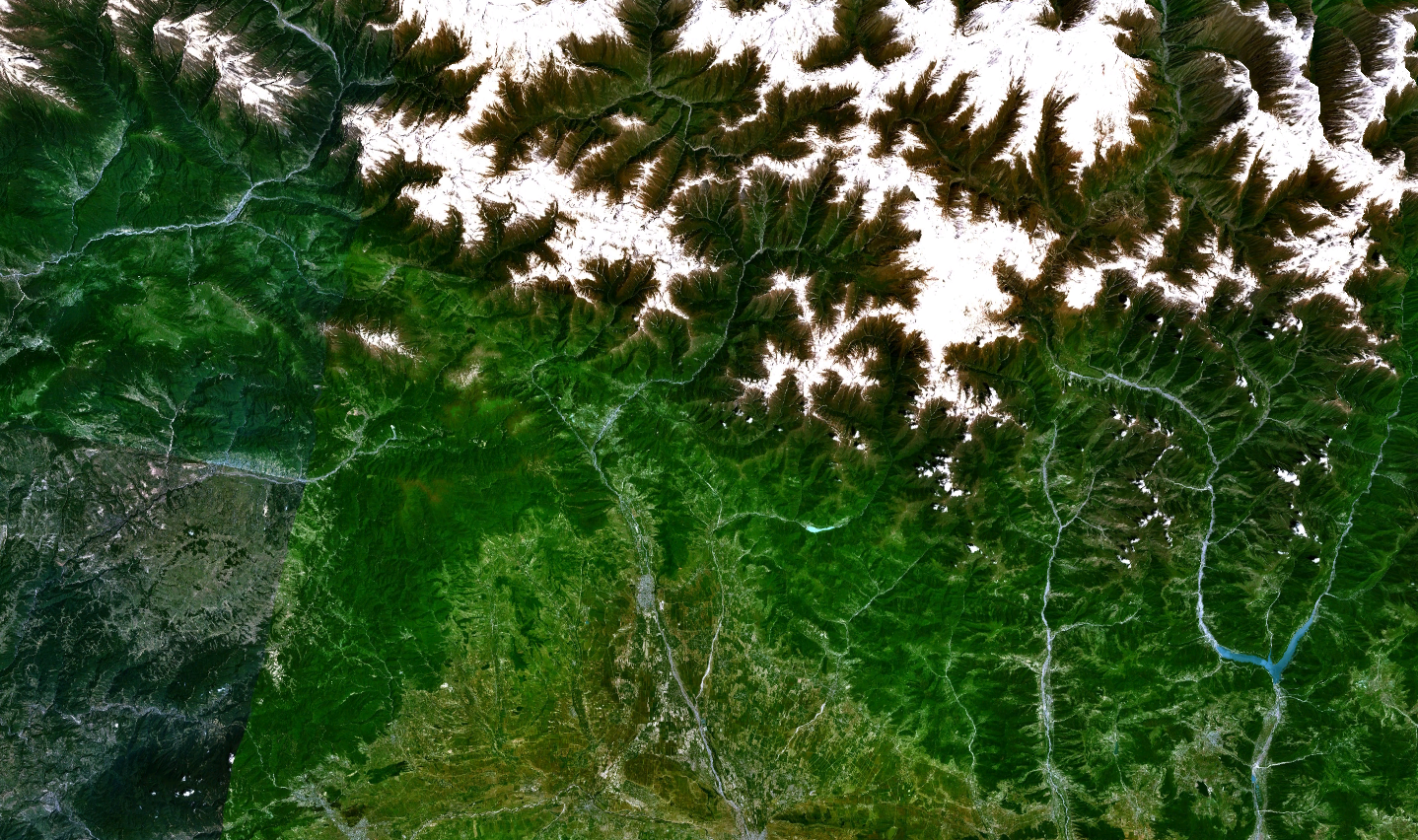
Вид з космосу
Рельєф
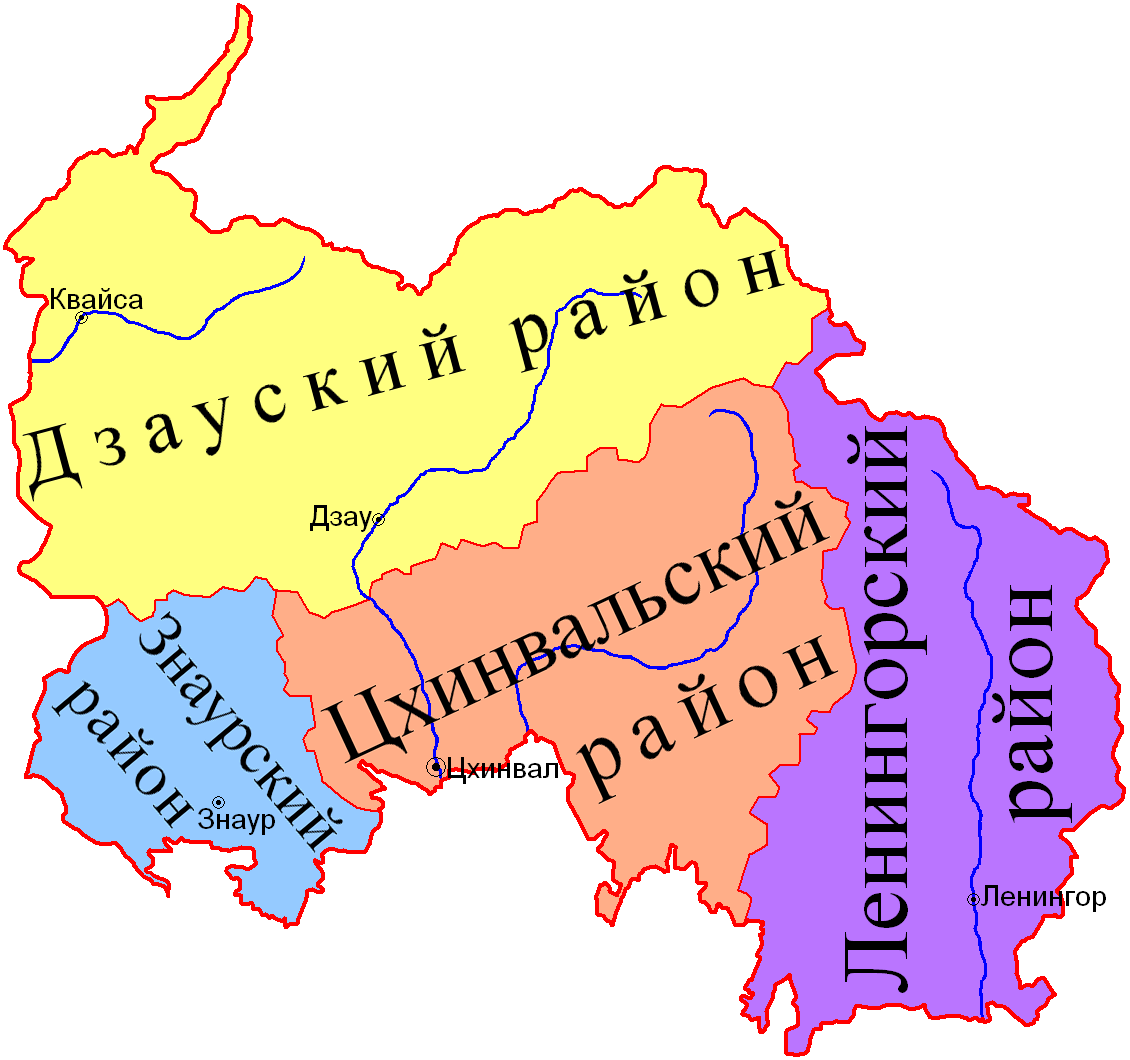
Райони Південної Осетії
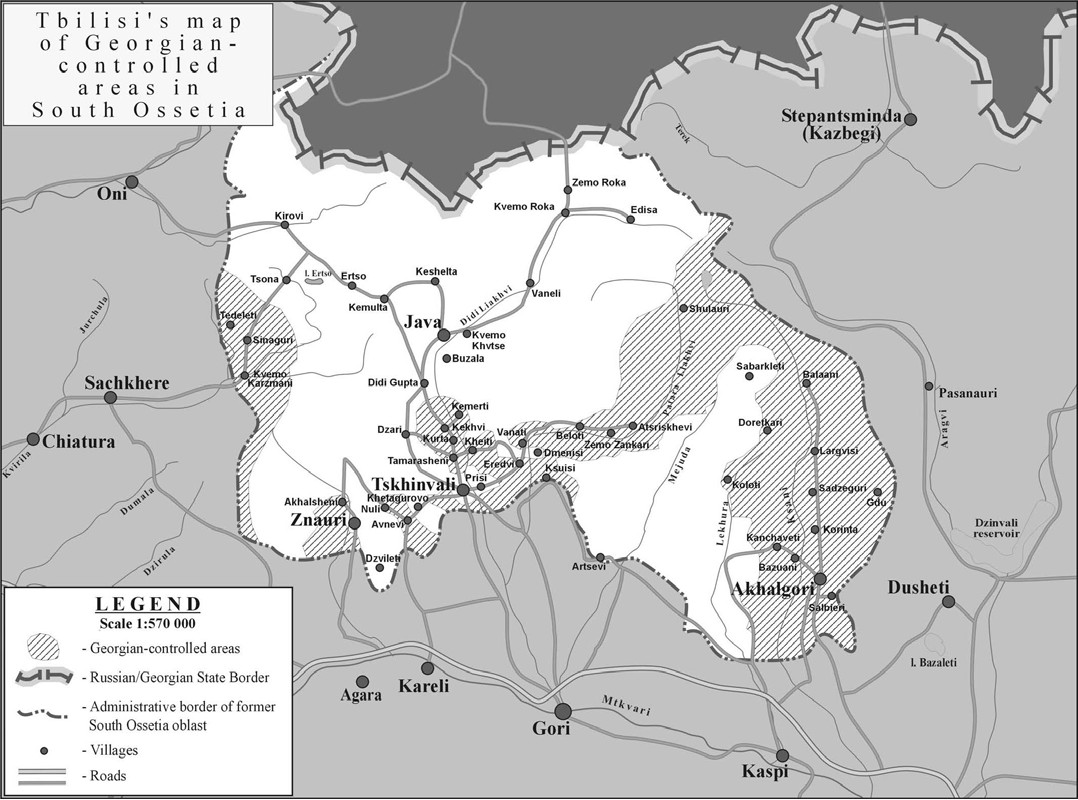
Території ПО, що контролювалися Грузією до російської агресії у серпні 2008
Осетинська мова в Південній Осетії:   Ксанський говір   Кударський говір   Урс-туальський говір
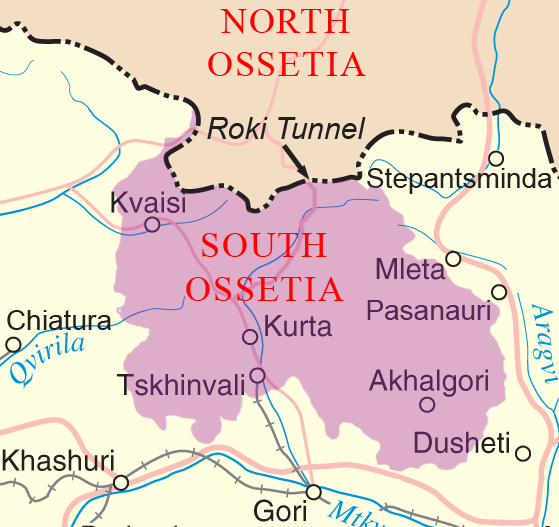
Південна Осетія на політичній карті
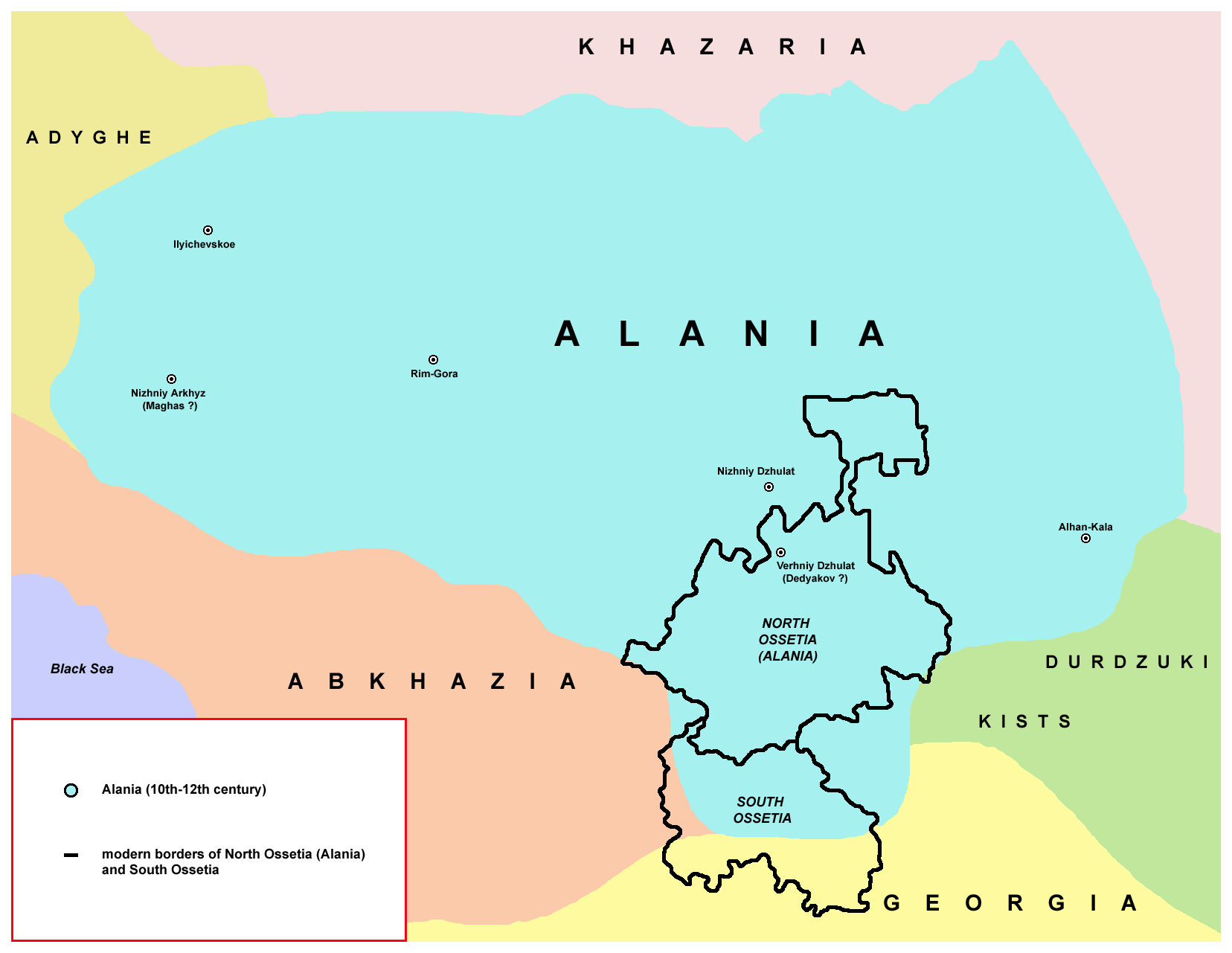
Карта території сучасної Південної Осетії у складі середньовічної Аланії (X–XII ст.)
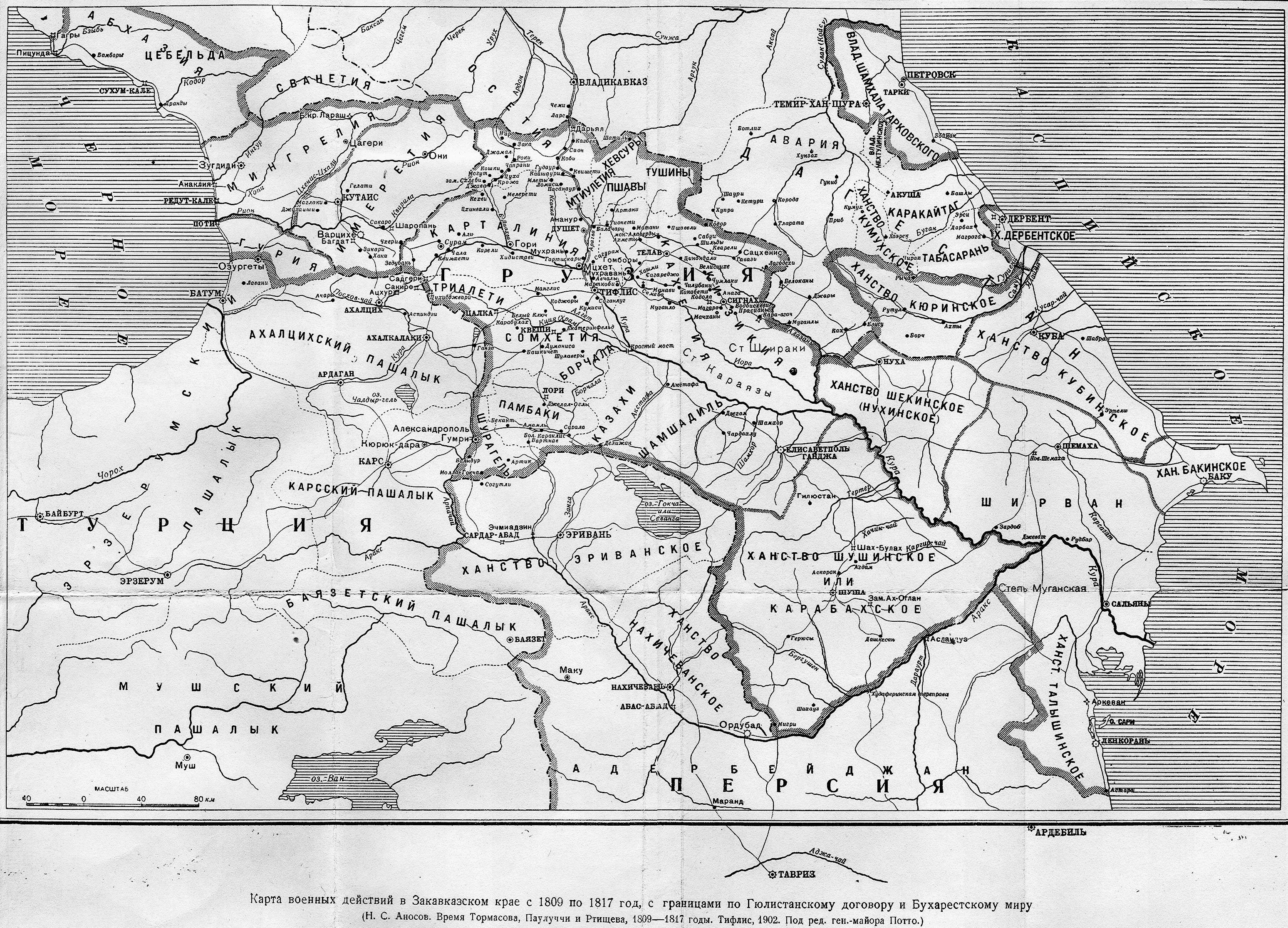
Історична карта Кавказького регіону, початок XIX ст.
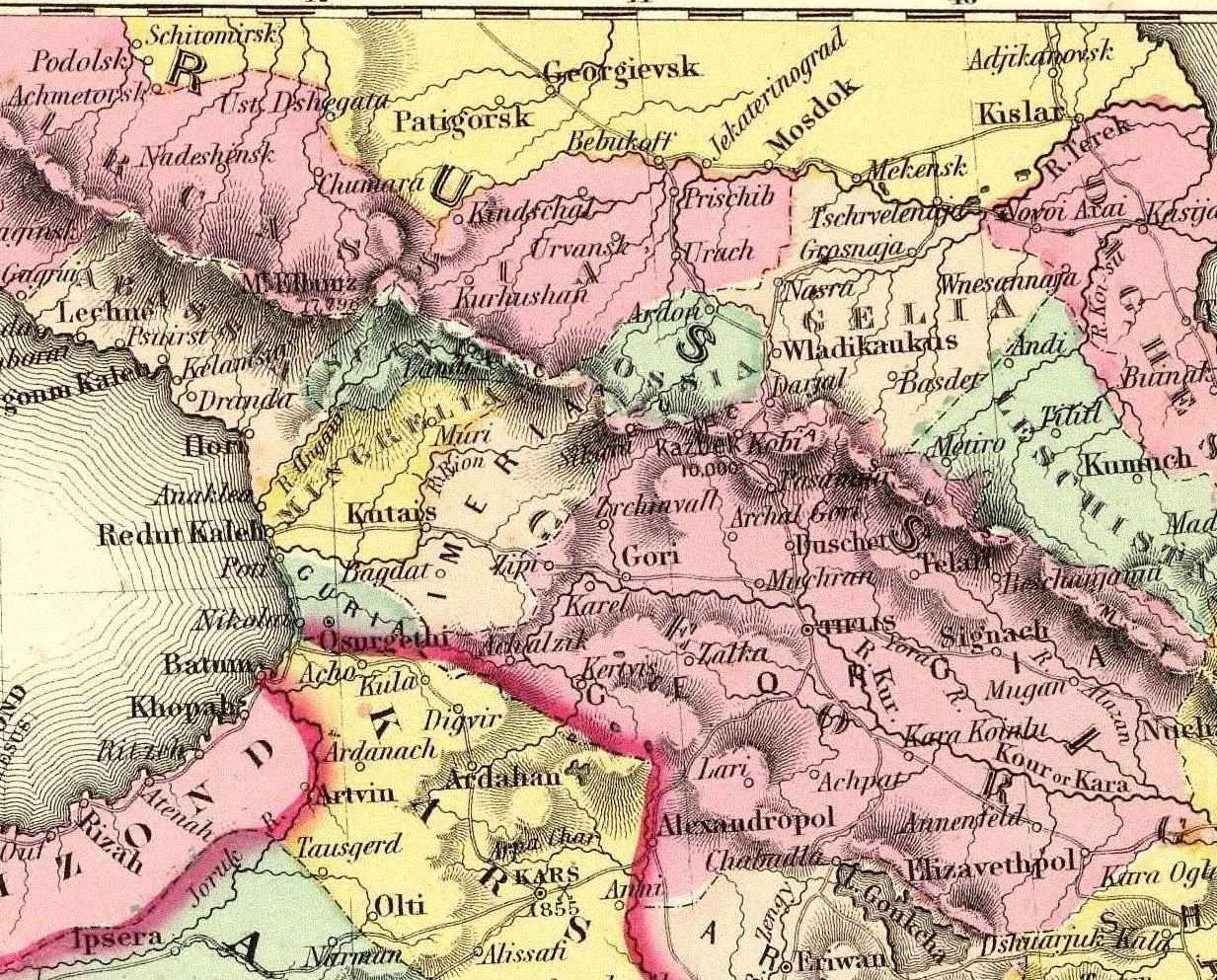
Фрагмент історичної карти, що зображує Кавказ 1856 року. Сучасна Південна Осетія не позначена, а сучасна Північна Осетія названа «Оссія» (Ossia).
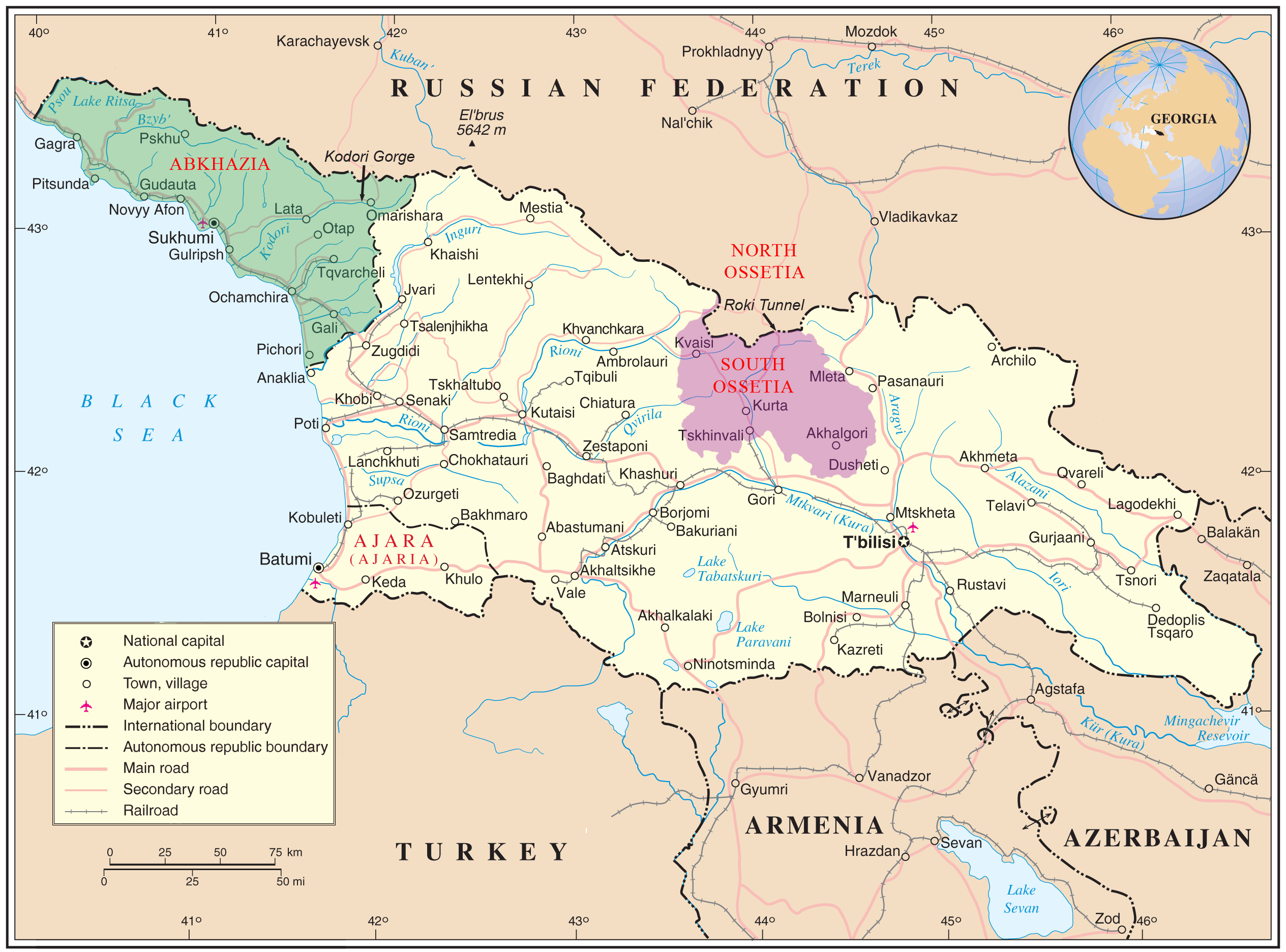
Карта Грузії з виділеними регіонами Південної Осетії (рожева) та Абхазії (зелена)
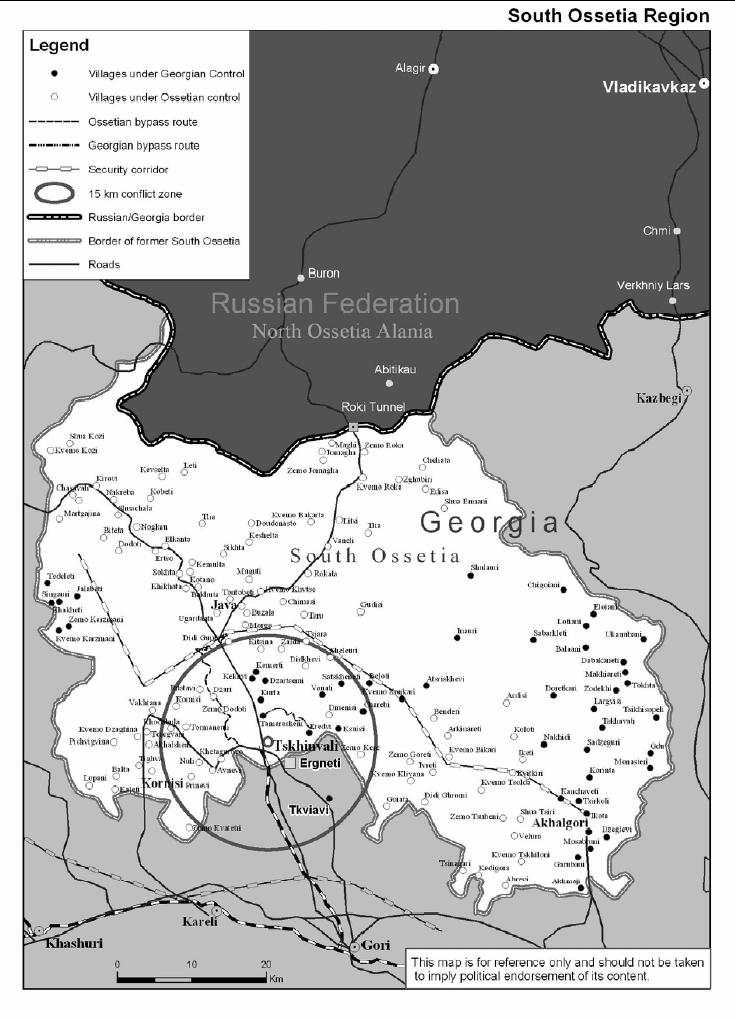
Карта Південної Осетії (листопад 2004).
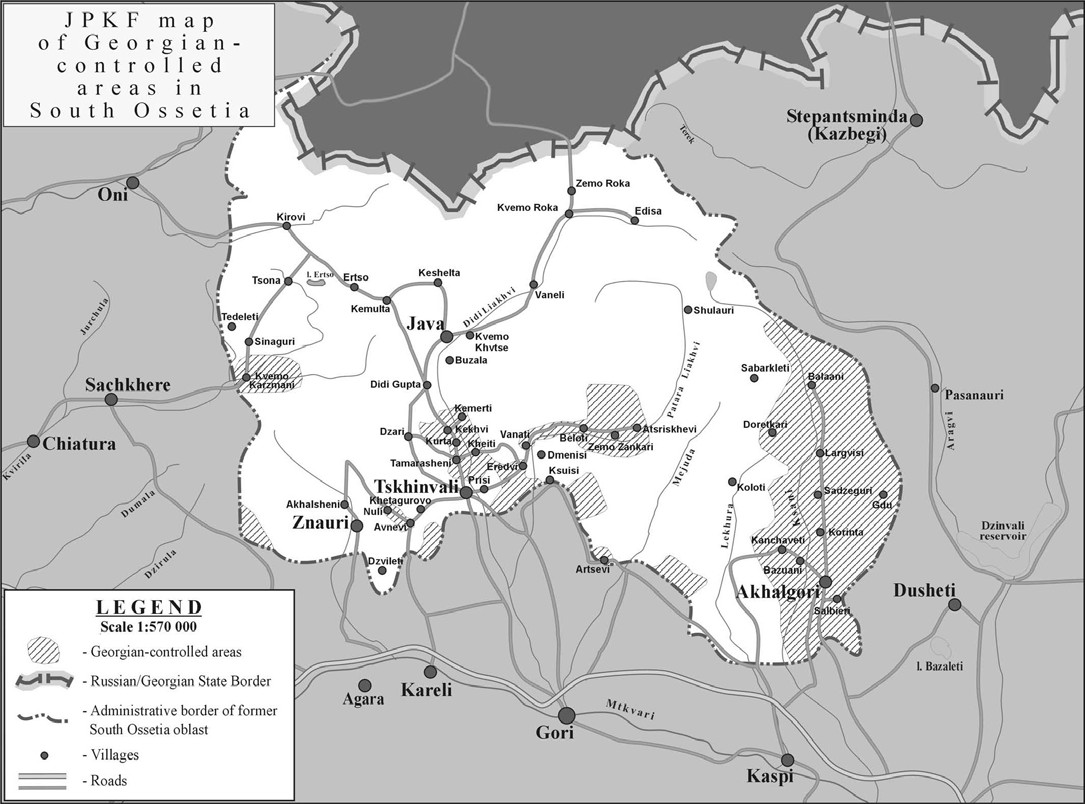
Карта Південної Осетії. Штрихуванням позначено території, контрольовані грузинською владою станом на червень 2007-го року
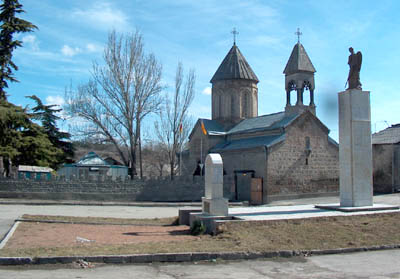
Монумент в Цхінвалі, присвячений жертвам грузино-осетинського конфлікту
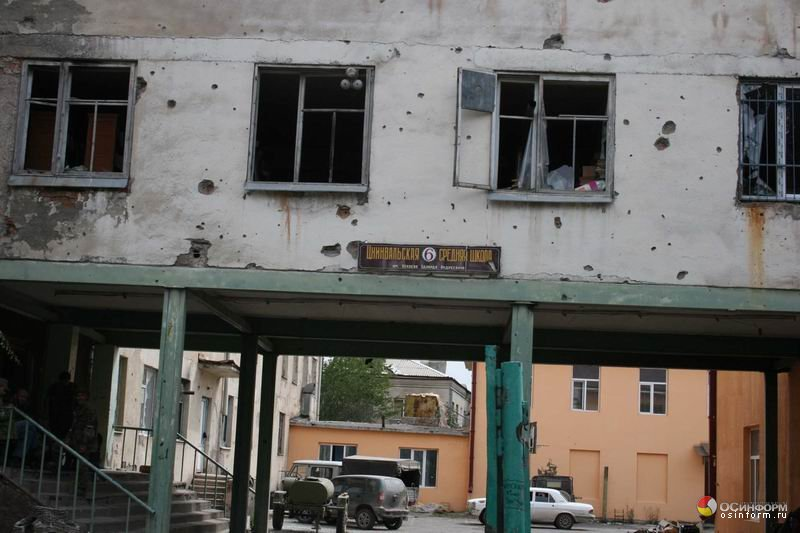
Школа в Цхінвалі після боїв, серпень 2008.
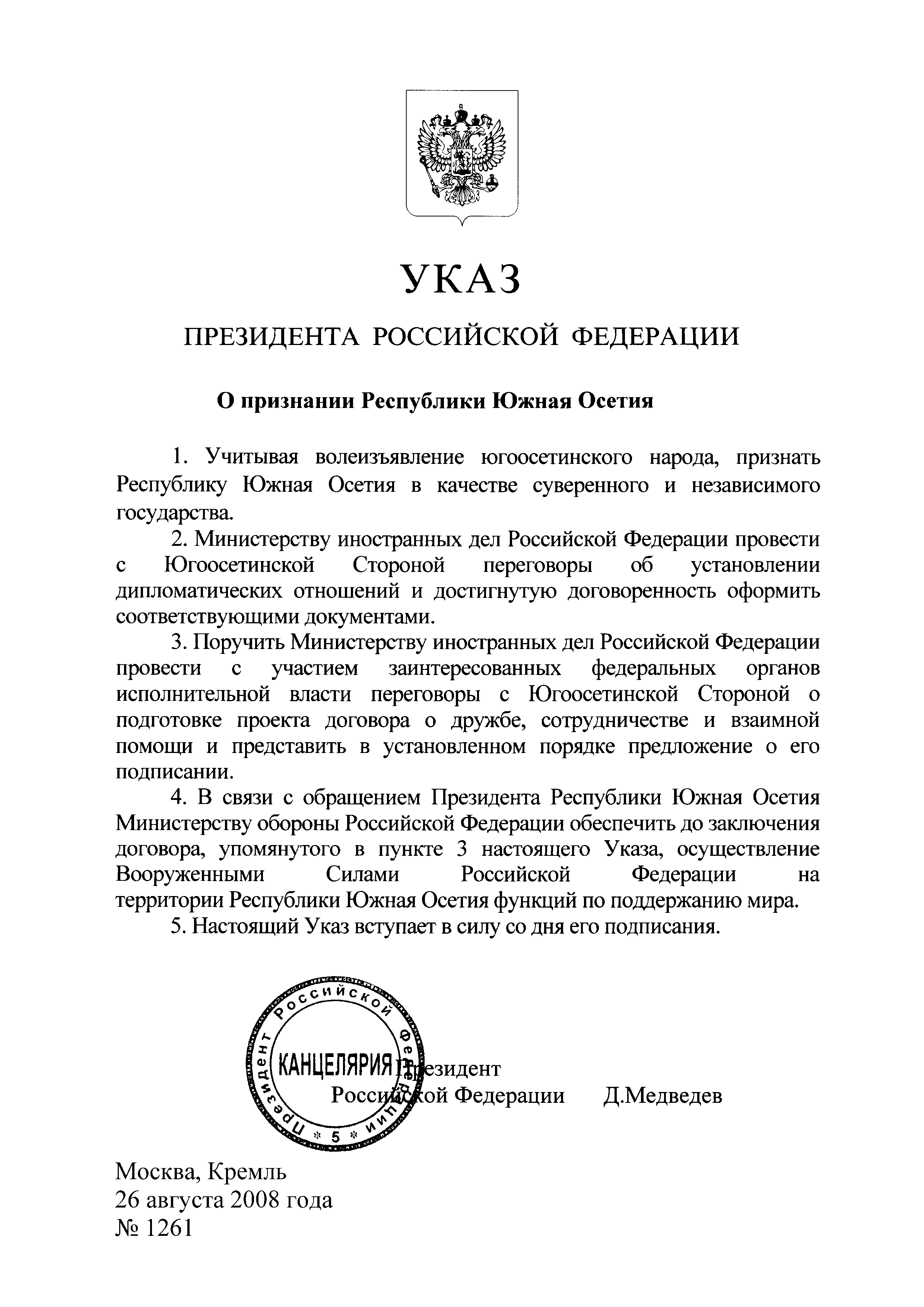
Російський указ №1261, що визнає незалежність Південної Осетії
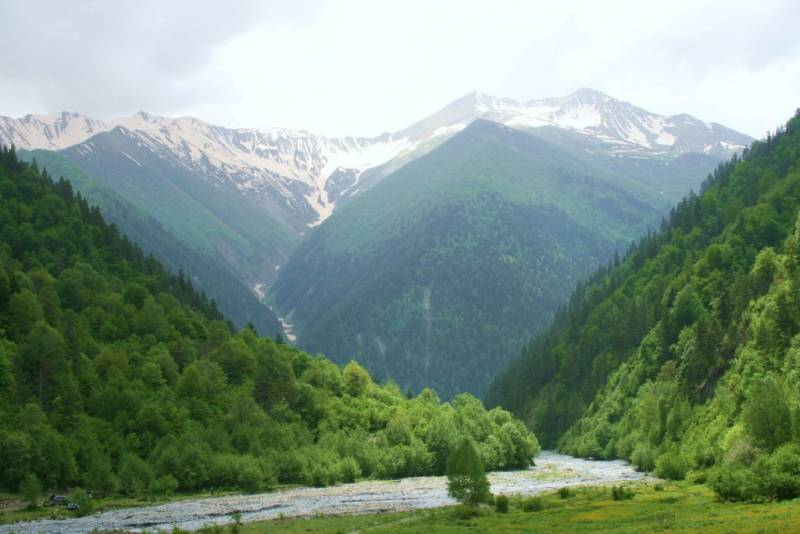
Краєвид у Дзауському районі
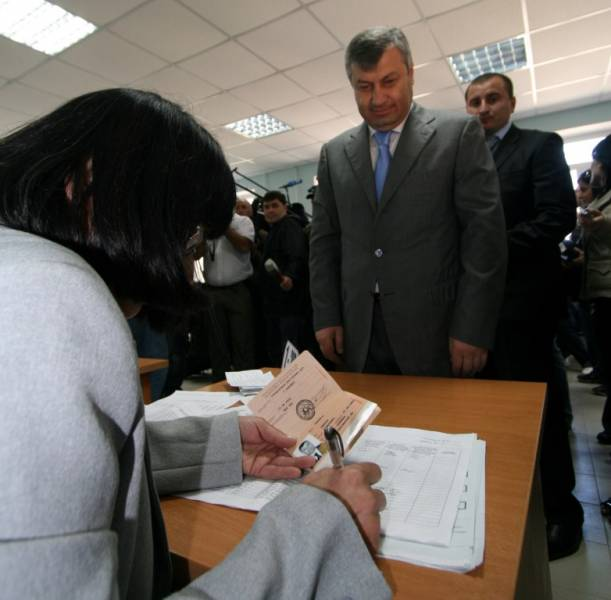
Едуард Кокойти на «виборах» 2009 року
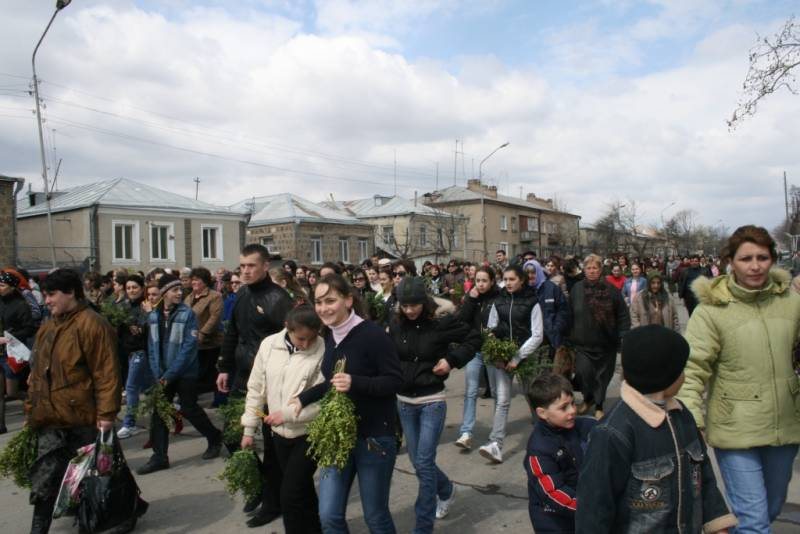
Вербна неділя у Цхінвалі, квітень 2009
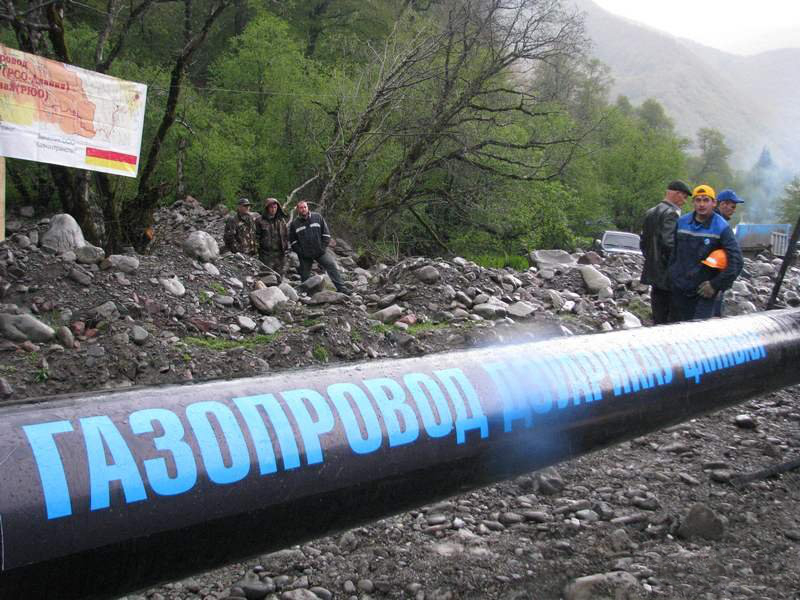
Газопровід Дзуарікау—Цхінвалі, що транспортує природний газ з Росії до Південної Осетії, запущений 2009 року
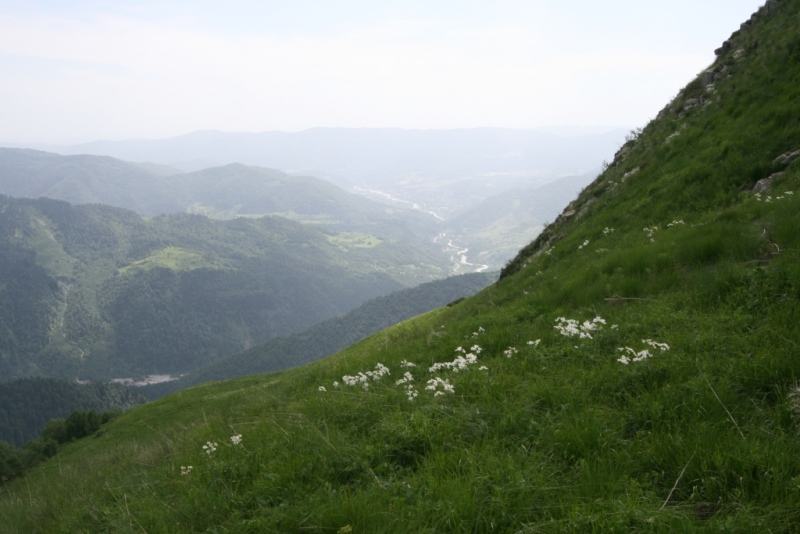
Краєвид у центральній частині Південної Осетії
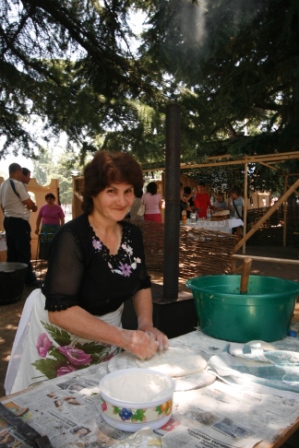
Південноосетинські жінки
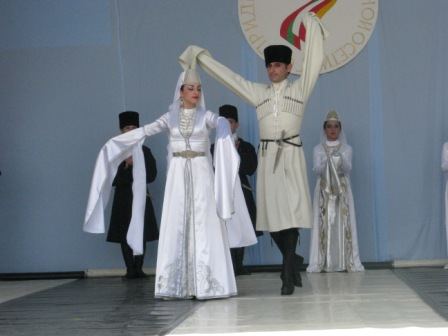
Південноосетинські виконавці
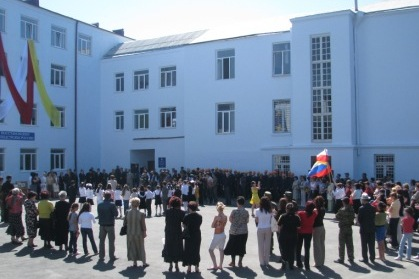
Школа №2 у Цхінвалі
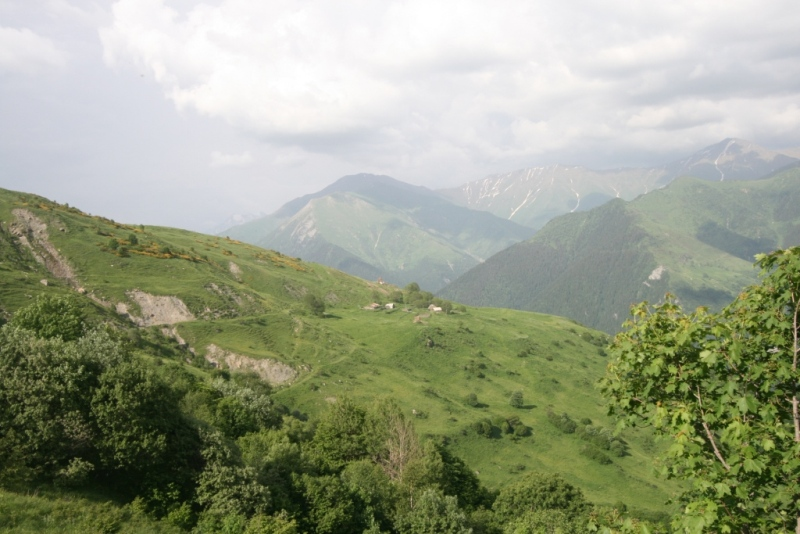
Кусджита, Південна Осетія